# Curva di Kuznets

Curva teoretica di Kuznets

La curva di Kuznets (/ˈkʌznɛts/) rappresenta una teoria economica avanzata dall'economista Simon Kuznets tra il 1950 e il 1960. Essa descrive l'andamento della disuguaglianza in rapporto al tasso di sviluppo, mostrando l'evoluzione della distribuzione del reddito nel tempo; è normalmente associata a un modello di sviluppo trickle-down.
Esiste anche un'altra versione della curva, detta curva di Kuznets ambientale (EKC, acronimo dall'inglese Environmental Kuznets Curve), che mette in relazione la crescita economica (misurata dal reddito pro-capite) e il degrado ambientale (misurato dalla quantità di emissioni inquinanti).

## Distribuzione
Sull'asse delle ascisse troviamo il prodotto nazionale lordo pro-capite, mentre su quello delle ordinate il coefficiente di Gini; ricordiamo che il coefficiente di Gini può assumere valori che variano da 0 (distribuzione del reddito uniforme) a 1 (massima sperequazione del reddito).
La curva di Simon Kuznets, la cui forma assomiglia a una U rovesciata, sta appunto a indicare che la distribuzione del reddito tende a peggiorare nella prima fase dello sviluppo (massimo incurvamento), migliorando invece in maniera costante con la transizione a un'economia di tipo industriale. Questo avviene in quanto, in una prima fase, la fascia di popolazione più ricca investe il proprio capitale, incrementando ulteriormente la propria ricchezza; in un secondo momento, però, viene colpita in misura maggiore dalla tassazione, con conseguente effetto redistributivo.